# Pierre-René Roland-Marcel
Pierre-René Roland-Marcel, né le 29 juin 1883 à Neuilly-sur-Seine et mort le 23 novembre 1939 dans le 16e arrondissement de Paris, est un juriste et un haut fonctionnaire français.

## Biographie
Il fut brièvement préfet des Deux-Sèvres (1922) avant d'être nommé Administrateur général de la Bibliothèque nationale le 3 novembre 1923. Il fut également préfet du Bas-Rhin de 1930 à 1935.
Il est l'auteur d'essais littéraires et historiques.

## Citations
« Nul citoyen cultivé ne saurait demeurer indifférent au progrès de ces dépôts magnifiques, où se trouve conservée, entretenue, perpétuée, la flamme du génie humain. ». Roland-Marcel, administrateur général de la Bibliothèque Nationale.